# Olimp Ryga
Olimp Ryga – łotewski klub hokeja na lodzie z siedzibą w Rydze.

## Sukcesy
- Pierwsze miejsce w sezonie zasadniczym Optibet Hokeja Līga: 2020 (sezon niedokończony wskutek pandemii COVID-19)
- Złoty medal mistrzostw Łotwy: 2021
- Srebrny medal mistrzostw Łotwy: 2022